# Riformismo islamico
Può essere definito riformismo islamico (o semplicemente in arabo إصلاح ‎?, Iṣlāḥ) il movimento culturale e politico che cominciò a esprimersi nel mondo islamico in genere, e in quello arabo in particolare, a partire dalla fine del XIX secolo.
In linea di massima gli studiosi concordano nell'indicare in Jamāl al-Dīn al-Afghānī il primo esponente di questa corrente di pensiero e in una serie di pensatori siriani ed egiziani suoi discepoli e continuatori della sua opera.
Tra i movimenti islamici sunniti che hanno proposto linee interpretative del Corano vi sono i movimenti dei coranisti, i movimenti liberali nell'islam e, proprio attinenti al riformismo islamico, i salafiti.

## Descrizione

### Terminologia e significato
Iṣlāḥ è un termine arabo che significa propriamente "riparazione", "aggiustatura", ma che in ambito politico e religioso viene solitamente impiegato nel senso di "riforma", "rifondazione". 
Anche se oggi molti partiti di diversi paesi islamici contengono nella loro denominazione un riferimento all'iṣlāḥ, in generale questo termine viene spesso usato nel senso di "restauro", "riforma", "modernismo", per designare un movimento intellettuale e politico attivo nella seconda metà del XIX secolo nel mondo islamico (arabo e indiano).
Ovviamente, anche se la traduzione "modernismo" potrebbe indurre ad accostamenti al fenomeno che porta questo nome nel mondo occidentale, il Modernismo europeo, diffusosi tra la fine del XIX secolo e gli inizi del XX secolo, con l'obiettivo di rivedere le dottrine cattolica e protestante ed adattarle alle conquiste culturali e materiali dell'epoca moderna, l'iṣlāḥ presenta caratteristiche nettamente diverse.
Nel trattare il tema della Riforma, alcuni hanno privilegiato l'idea del ritorno (rujūʿ) alle fonti e della continuità storica (alla luce quest'ultima del contrasto tra concezione tradizionale musulmana e concezione moderna europea), mentre altri hanno preferito porre attenzione al contributo culturale e politico europeo.
La storia passata costituisce l'idea forza del processo di rinascita. E spetta all'uomo di scienza e di azione ( ʿālim / ʿāmil ) leggere la storia passata per poter dar senso storico-politico all'azione dell'Iṣlāḥ.

### Antefatti
Il motivo che avrebbe portato ai primi dibattiti che sfociarono più tardi nel cosiddetto Riformismo islamico si vuole sia stata la spedizione napoleonica in Egitto nel 1798. Essa mise impietosamente a nudo l'ormai endemica stagnazione economica e politica (e quindi inevitabilmente anche culturale) in cui versava il mondo islamico - arabo, iranico, indiano e africano - inavvertitamente mostratasi già all'epoca delle grandi esplorazioni europee che consegnarono le più lucrose rotte mercantili mondiali nelle mani della vivace imprenditoria occidentale. La perdita dei monopoli dei traffici transmarini (specialmente quelli mediterranei e del tratto più settentrionale dell'Oceano Indiano in particolare), unita all'irresistibile ascesa di un colonialismo e di un imperialismo europeo sempre più rampanti, in grado di sfruttare appieno la propria superiore tecnologia, alla ricerca di nuovi mercati da conquistare e sfruttare, gettò in profonda crisi economico-finanziaria e d'identità il mondo islamico in genere e l'Impero ottomano in special modo.

### Prime riforme in ambito ottomano
Il cosiddetto "malato d'Europa", sempre meno in grado di armonizzarsi con l'espansiva "modernità" occidentale, credette di risolvere la parte più appariscente dei suoi tanti problemi avviando un processo di non più procrastinabile codificazione giuridica, di decisa impronta occidentale (la cosiddetta Mejelle), accompagnato da un piano di riforme meno timide rispetto al passato (le cosiddette Tanẓīmāt).
Al mondo islamico sfuggiva però in buona sostanza quanto profonde e strutturali fossero le radici ideologico-culturali che avevano contrassegnato da vari secoli il cammino non sempre coerente della cosiddetta "modernità" in Occidente.
Solidamente determinata dal poderoso sviluppo tecnologico e scientifico, avviato già con il Rinascimento e rafforzato dalle cruente guerre di religione che avevano sconvolto l'Europa nel XVII secolo, la modernità occidentale percorreva infatti sentieri non facilmente imitabili, in quanto sempre più chiaramente laicheggianti, sempre più propensa a concretizzare il noto principio che auspicava una "libera Chiesa in libero Stato", in grado di affascinare non pochi intellettuali e politici europei e americani nel corso del XVIII, XIX e XX secolo.
Percorrere una simile via si prospettava invece di estrema difficoltà per il mondo islamico. Quasi del tutto carente di quella borghesia che in Europa s'era fatta realizzatrice delle libertà politiche ed economiche, fin da quando Cosimo de' Medici aveva saputo violare il severo divieto cristiano relativo al "commercio del denaro", il mondo islamico aveva inevitabilmente fallito anche un serio processo d'industrializzazione che in Europa (e in Gran Bretagna in particolare) s'era avviata fin dal XVIII secolo grazie alle capacità imprenditoriali della borghesia e alla decadenza del primo e del secondo Stato.
Pur essendo perfettamente in grado di distinguere gli aspetti laici da quelli religiosi, il mondo musulmano tendeva a rimaner fedele ai principi integralistici che caratterizzano l'approccio islamico alla politica e nessun dibattito s'era perciò avviato circa una diversa organizzazione della politica, solidamente impiantata sul principio verticistico dello Stato: immagine che nel microcosmo si voleva riflettesse la realtà del macrocosmo, in cui Allah è il Signore e il Sovrano del creato.
Con un forte potere centrale, sindacato per molti versi da un sempre più ingombrante e costoso potere militare, il feudalesimo non ebbe motivo di nascere in ambiente islamico e, del pari, nessuna lotta fu mai organizzata per la creazione e l'organizzazione di "liberi comuni", in grado di esaltare l'azione, capace d'incidere in profondità negli equilibri della politica, della borghesia produttiva.
Per un certo periodo il mondo islamico s'illuse che il divario crescente con l'Occidente dipendesse da una semplice inferiorità militare, senza rendersi conto che dietro gli armamenti, l'addestramento e gli ordigni bellici di maggiore efficienza del mondo occidentale, si celava una precisa cultura tecnologica, frutto di ricerche e di un modo di pensare sempre più laicizzante, che sostanzialmente prescindeva ormai quasi del tutto dal portato ultramondano suggerito dalla religione.

### La "fascinazione" dell'Occidente
L'arrivo di missioni militari e l'acquisizione di nuovo armamento comportarono scarsissimo progresso ma ebbero il merito di far conoscere meglio, al mondo islamico, le nuove realtà che si stavano plasmando nei Paesi occidentali. Il "fascino" esercitato da questi ultimi coinvolse l'esigua classe intellettuale che non aveva legato strettamente il proprio tragitto culturale ai modelli esclusivamente religiosi. Numerosi furono i viaggi e i soggiorni di studio in Occidente dei più giovani rappresentanti della esigua classe media islamica. In particolare ciò riguardò l'Egitto, la Siria, il Libano e la Turchia ottomana stessa. Mete privilegiate furono Londra, Parigi e le varie città della Germania.
L'avanzata del colonialismo europeo deluse però abbastanza presto questo promettente percorso di avvicinamento tra mondo occidentale e mondo islamico e mise progressivamente a nudo tutte le intime contraddizioni di un Occidente che, a parole, si mostrava paladino della modernità e di un modo più equo ed efficiente di gestire la cosa pubblica, con l'abbandono del modello di Stato assoluto che invece seguitava a predominare in tutto il mondo islamico. 
L'azione della Francia in Algeria (1830) e del Regno Unito in Egitto (1881) mostrarono il vero volto dell'Europa, sempre più liberale in casa propria ma sempre più scopertamente oppressiva nei confronti del resto del mondo che essa si credeva chiamata a "civilizzare".
Malgrado tutto il Riformismo islamico può essere definito un frutto prodotto dell'Occidente, che però non seppe governare i sentimenti di ammirazione e persino di simpatia espressi dalla sua classe intellettuale maggiormente sensibile e avvertita.
L'opera pionieristica di Jamāl al-Dīn al-Afghānī trovò fertile terreno culturale ed etico negli egiziani Rifāʿa al-Ṭahṭāwī, Muḥammad ʿAbduh,  Ṭāhā Ḥusayn e ʿAlī ʿAbd al-Rāziq, nonché nei siriani ʿAbd al-Raḥmān al-Kawākibī e Rashīd Riḍdā.
Rafīq Bey al-ʿAzm, intellettuale e uomo politico damasceno, riuscì a conciliare insegnamenti islamici con lo spirito del tempo, l'idea di taqaddum (progresso civile) e modernità di derivazione europea.

### Declino del Riformismo
Ad assestare il colpo di grazia al Riformismo islamico fu l'incapacità dei nazionalisti (nel mondo arabo dei nazionalisti arabi), del Panislamismo (nel mondo arabo del Panarabismo) e del Socialismo (nell'ambito arabo del Socialismo arabo) di tradurre in realtà qualcuna delle tante promesse di giustizia sociale, elargite a profusione all'epoca delle lotte d'indipendenza contro l'Occidente.
La questione del ripristino del califfato in mano araba tenne a freno la lotta anticoloniale, aggravando le tensioni tra arabi e tra questi e le élite turche ottomane.
Le disilluse speranze che profondi mutamenti potessero essere concretizzati grazie all'azione di acculturazione all'Occidente, convinsero una parte del mondo islamico a riporre le proprie residue e troppo spesso deluse speranze in un ritorno più o meno radicale alla mitizzata religione delle origini.
Nasceva così la stagione del Fondamentalismo islamico, con le sue illusioni e le sue forti contraddizioni. 

## Espressioni del riformismo

### Livello pubblico
Il grande sviluppo del giornalismo a partire dalla metà del XIX secolo, soprattutto con giornalisti arabi di origine siro – libanese che emigravano verso il Cairo, centro della stampa araba. In Egitto fu fondata la prima biblioteca nazionale del mondo arabo grazie ad Ali Mubarak e agli inizi del XX secolo nascevano le prime università moderne a Istanbul.

### Livello sociale
Vennero fondati i primi movimenti femministi egiziani e pubblicate alcune riviste con lo scopo di dare maggior attenzione sul piano sociale alle donne.

### Livello politico
Concetti importanti erano quelli di nazione-patria e di libertà. Il senso della patria, usato dalla stampa ottomana, è legato all'idea di patriottismo che si incontra tra i teorici del panarabismo o nazionalismo arabo (la Siria è il luogo in cui nacque il nazionalismo arabo). La questione della libertà riguarda: la libertà individuale, bene da salvaguardare e promuovere; la libertà religiosa, in cui le religioni sono i veicoli necessari per coltivare principi etici e morali.

### Livello filosofico e culturale
Necessita di separare la religione dalla scienza, secolarismo. Si imputava all'Islam di confondere la fede con la politica e quindi bisognava affermare nel mondo arabo: scienza giustizia e libertà.